# Klagenfurt (Schiff)
Die Klagenfurt ist ein Motorschiff der WSG Wörthersee Schifffahrt GmbH und fährt seit dem 18. Juni 1971 auf dem Wörthersee in Kärnten.

## Geschichte
Das Schiff wurde am 20. März 1970 bestellt und der Bau am 29. März 1971 in Klagenfurt fertiggestellt. Der Stapellauf fand am 10. Mai 1971 statt. Am 18. Juni 1971 wurde das Schiff getauft und in Betrieb genommen.
1988 wurde das Schiff durch die Wörthersee Schifffahrt umgebaut. Dabei wurde das Hauptdeck verlängert, der Stiegenaufgang verlegt, das Dach hinter dem Steuerhaus verlängert und eine neue Innenausstattung eingebaut.
Im Frühjahr 2012 wurde mit einem kompletten Umbau des Oberdecks begonnen. Dabei sollen erstmals Kameras für die Steuerung des Schiffes zum Einsatz kommen.

## Antrieb
Das Schiff verfügte zunächst über einen Motor von MAN mit einer Leistung von 160 kW (220 PS), der auf einen Schottel-Ruderpropeller wirkt. Dieser wurde 1984 gegen einen Mercedes-Motor mit gleicher Leistung ausgetauscht.